# Richard L. Prillaman
Richard Lee Prillaman (* 4. Mai 1928 in Sophia, Raleigh County, West Virginia; † 24. Juni 2000 im Nelson County, Virginia) war ein Generalleutnant der United States Army. Er war unter anderem Kommandeur der 2. Panzerdivision.
Er war ein Sohn von John Henry Prillaman (1904–1978) und dessen Frau Gladys Wriston Lewis (1908–1992). Sein jüngerer Bruder war John Paul Prillaman (1931–1992), der es im US-Heer bis zum Generalmajor brachte.
Über das ROTC-Programm des Virginia Military Institutes gelangte er im Jahr 1949 in das Offizierskorps des US-Heeres. Dort wurde er als Leutnant der Infanterie zugeteilt. In der Armee durchlief er anschließend alle Offiziersränge vom Leutnant bis zum Drei-Sterne General.
Im Lauf seiner militärischen Karriere absolvierte Richard Prillaman verschiedene Kurse und Schulungen. Dazu gehörten unter anderem der Infantry Officer Advanced Course, die Ranger School und das Command and General Staff College.
In seinen jüngeren Jahren absolvierte er den für Offiziere in den niederen Rangstufen üblichen Dienst in verschiedenen Einheiten und Standorten. Dazu gehörten auch Aufgaben als Stabsoffizier in verschiedenen Hauptquartieren. Zwischenzeitlich war er auch Dozent an der West Virginia University. Während des Koreakriegs befehligte er eine Kompanie des 5. Infanterieregiments. In den 1960er Jahren war er drei Mal im Vietnamkrieg eingesetzt. Dabei war er unter anderem Kommandeur eines Bataillons.
Im weiteren Verlauf seiner Karriere kommandierte er eine Ausbildungsbrigade in Fort Ord in Kalifornien und er wurde Stabsoffizier in der Abteilung für Operationen G3 beim VII. Korps in Stuttgart. In den Jahren 1974 bis 1977 kommandierte er den Militärstützpunkt Fort Jackson in South Carolina. Danach wurde er nach Südkorea zum Stab des dortigen amerikanischen und UN-Hauptquartiers versetzt (US and United Nations Forces in South Korea). Dort leitete er die Stabsabteilung J3 (Operationen).
Vom 6. Februar 1980 bis zum Juli 1982 hatte Richard Prillaman als Nachfolger von Charles P. Graham das Kommando über die 2. Panzerdivision. Nachdem er sein Kommando an John W. Woodmansee übergeben hatte, wurde er nach Washington, D.C. versetzt, wo er bis 1984 als Generalleutnant die Stabsabteilung J3 bei den Joint Chiefs of Staff leitete. Anschließend schied er aus dem aktiven Militärdienst aus.
Richard Prillaman starb am 24. Juni in Virginia. Es folgte eine Feuerbestattung. Der Verbleib seiner Urne bzw. Asche ist unbekannt.

## Orden und Auszeichnungen
Richard Prillaman erhielt im Lauf seiner militärischen Laufbahn unter anderem folgende Auszeichnungen:
- Silver Star
- Legion of Merit
- Bronze Star Medal
- Air Medal
- Purple Heart